# Экономика Актобе
Экономика Актобе́ (каз. Ақтөбе қаласының экономикасы) является крупнейшей экономикой Актюбинской области и Западного Казахстана.
Актюбинский регион в целом занимает лидирующие позиции в Казахстане по производительности труда в машиностроении и сельском хозяйстве, область показывает высокий рост оптовой и розничной торговли. Объём отчислений Актюбинской области в республиканский бюджет поднялся с 134,3 млрд тенге в 2012 году до 183 млрд тенге в 2014 году. Планируется, что результатом государственной поддержки развития Актобинской агломерации станет рост валового регионального продукта (ВРП) на 6,6 % и инвестиций в основной капитал на 20 % к 2020 году. Несмотря на то, что малый и средний бизнес в Актобе развит относительно слабо, город имеет высокую привлекательность для инвесторов.
По объёму ВРП Актюбинская область занимает шестое место среди регионов Казахстана. Объём ВРП на душу населения в Актобе составляет 1 490,7 тыс. тенге (8023 долларов США), что ниже среднеобластных показателей — 2 263,7 тыс. тенге (12 183 долларов США, 2013). Экономический рост города обеспечивают ускоренное развитие индустриального комплекса, строительной индустрии, а также сферы услуг — торговли и транспорта. За 9 месяцев 2013 года ВРП города достиг 1 193 256,3 млн тенге (в 2013 году ВРП Актюбинской области составил 1 816 346,2 млн тенге).

## Занятость и уровень жизни
Содействие в трудоустройстве безработных граждан Актобе, обеспечение информацией о состоянии рынка труда и тому подобные функции выполняет Городской отдел занятости и социальных программ.
Согласно отчётам администрации города, официально зарегистрированный уровень безработицы в Актобе составляет 0,2 % (в органах занятости зарегистрированы 420 человек, март 2015), что чуть ниже областных показателей — 0,3 %; в то же время следует отметить, что рассчитанные по методике Международной организации труда показатели безработицы в области составляли 4,9 %, а в целом по Казахстану 5 %. Стоит учесть, что по мнению некоторых аналитиков, данные о количестве безработных в Казахстане могут быть сильно преуменьшены.
Для трудоустройства безработных реализуется государственная программа «Дорожная карта занятости 2020». В 2014 году в рамках программы было создано 9369 новых рабочих мест, трудоустроены 3912 человек. В 2015 году планируется создать ещё 9 тыс. рабочих мест и трудоустроить 850 человек.
Среднемесячная номинальная заработная плата в городе в 2013 году составила 100 243 тенге (539,5 долларов США). Когда в 2015 году были обнародованы данные о том, что в среднем актюбинцы получают свыше 100 тыс. тенге в месяц, многие жители отнеслись к таким цифрам скептически.
В целом по Актюбинской области в 2014 году темпы роста инфляции оказались ниже среднереспубликанских показателей (6,7 % против 7,4 %). То же касается цен на продовольственные товары — 7,8 % против 8 % в среднем по стране. Согласно данным Комитета по статистике Министерства национальной экономики Казахстана о ценах на основные продовольственные товары в феврале 2015 года, цены в Актобе ни по одному наименованию из представленного перечня продуктов не вошли в список самых дешёвых или самых дорогих.
| Среднемесячная номинальная заработная плата, тенге | Среднемесячная номинальная заработная плата, тенге | Среднемесячная номинальная заработная плата, тенге | Среднемесячная номинальная заработная плата, тенге | Среднемесячная номинальная заработная плата, тенге |
| 2009                                               | 2010                                               | 2011                                               | 2012                                               | 2013                                               |
| -------------------------------------------------- | -------------------------------------------------- | -------------------------------------------------- | -------------------------------------------------- | -------------------------------------------------- |
| 36 548                                             | ↗73 727                                            | ↗83 893                                            | ↗92 940                                            | ↗100 243                                           |

## Промышленность
Актобе — крупный индустриальный центр, тесно связанный с месторождениями хромита к востоку от города. В нём расположены заводы ферросплавов, хромовых соединений, сельскохозяйственного машиностроения, рентгеноаппаратуры и др. Развиты химическая, лёгкая, пищевая промышленность, особенно развито производство ликёро-водочной продукции.
Стоимость продукции предприятий города в 2013 году достигла 230,2 млрд тенге и составила 17,9 % от общеобластных показателей, что на 5,4 % выше показателей предыдущего года. На долю металлургической промышленности приходится более 30 % от общего объёма произведённой в городе продукции, а на химическую промышленность — 9,8 % от общего числа.
Крупнейшими предприятиями города являются Актюбинский завод ферросплавов (АЗФ), Актюбрентген, основным профилем деятельности которого является производство разнообразного рентгенодиагностического оборудования медицинского назначения; Актюбинский завод хромовых соединений (АЗХС) и ряд предприятий пищевой промышленности. На АЗФ производится 22 % ферросплавов Казахстана. АЗХС является единственным предприятием в стране, производящим окись хрома, хромовый ангидрид, дубильные вещества, дихромат натрия.
К основным промышленным предприятиям города также можно отнести: Актюбинский завод нефтяного оборудования (АЗНО), одно из крупнейших специализированных машиностроительных предприятий Казахстана по производству комплексного нефтепромыслового оборудования; Актюбинский завод металлоконструкций (АЗМ), проектирующий и производящий широкий перечень металлоконструкций для различных отраслей промышленности; Актюбинский рельсобалочный завод (АРБЗ), предприятие, занимающееся выпуском дифференцированно-упрочненных рельсов высокого качества, и единственный производитель среднего фасонного проката в Казахстане.
В Актобе расположены крупные предприятия пищевой промышленности, производящие муку, кондитерские и макаронные изделия, растительное масло и другую продукцию. В 2009 году в городе было произведено 679,5 тыс. литров коньяка, 14 349,2 тысяч литров водки, 32,5 тыс. литров ликёра и прочих алкогольных напитков и 1 419 тысяч литров пива. Производством алкоголя занимаются ТОО «Актюбинский завод шампанских вин», ЗАО «Арай», ТОО «Геом», ТОО «Кентавр», Актюбинский ликёро-водочный завод «Кристалл», казахско-немецкое совместное предприятие «Омирбек» и ТОО «Трансмарс». Компании «Омирбек» и «Геом» несколько раз входили в список самых крупных налогоплательщиков Актюбинской области. Летом 2008 года водка, производимая компанией «Геом» под маркой «Снежная королева», получила звание «Top Vodka» и двойное золото (англ. Double Gold Medal) американского конкурса World Spirits Competition.
| Число промышленных предприятий и производств | Число промышленных предприятий и производств | Число промышленных предприятий и производств | Число промышленных предприятий и производств | Число промышленных предприятий и производств | Число промышленных предприятий и производств | Число промышленных предприятий и производств |
| 2003                                         | 2008                                         | 2009                                         | 2010                                         | 2011                                         | 2012                                         | 2013                                         |
| -------------------------------------------- | -------------------------------------------- | -------------------------------------------- | -------------------------------------------- | -------------------------------------------- | -------------------------------------------- | -------------------------------------------- |
| 211                                          | ↗372                                         | ↘338                                         | ↗343                                         | ↘337                                         | ↗344                                         | ↘340                                         |

## Сельское хозяйство
На конец 2013 года на территории городской администрации Актобе было зарегистрировано 300 сельскохозяйственных предприятий, которыми было произведено продукции на 12 678,1 млн тенге. Из них на растениеводство приходилось 4745,9 млн тенге, а на животноводство — 7913,6 млн тенге. В общей сложности в 2013 году ими было произведено 4,8 тыс.тонн мяса, 24,7 тыс. тонн молока, 121,2 млн штук яиц.
Несмотря на выделенные субсидии в размере 360 млн тенге, городские фермеры-животноводы смогли лишь удовлетворить потребность актюбинцев в яйцах. В 2014 году фермеры произвели 2,9 тыс. тонн мяса и 20 тыс. тонн молока, тогда как потребность в мясе и молоке составляет 20,7 тыс. и 71,4 тыс. тонн соответственно. Однако другие виды продовольствия (мука, растительное масло) были произведены в несколько раз больше необходимого количества.
| год  | число сельхоз- предприятий | число фермерских хозяйств | число хозяйств населения | посевные площади тысяч га | пашня тысяч га | сенокосы тысяч га | пастбища тысяч га |
| ---- | -------------------------- | ------------------------- | ------------------------ | ------------------------- | -------------- | ----------------- | ----------------- |
| 2004 | 38                         | 203                       | 11 038 *                 | 31,4                      | …              | …                 | …                 |
| 2005 | 34                         | 190                       | 10 387 *                 | 31,3                      | 23,7           | 0,5               | 157,8             |
| 2006 | 26                         | 195                       | 19 037                   | 31,5                      | 22,1           | 0,5               | 157,0             |
| 2007 | 26                         | 195                       | 19 655                   | 27,5                      | 31,8           | 0,5               | 159,9             |
| 2008 | 27                         | 196                       | 19 769                   | 29,8                      | 26,0           | 0,5               | 156,8             |
| 2009 | 27                         | 203                       | 20 131                   | 32,6                      | 22,7           | 0,5               | 148,6             |
| 2010 | 115                        | 203                       | 7 525 *                  | 33,7                      | …              | …                 | …                 |
| 2011 | 119                        | 158                       | 18 716                   | 29,9                      | …              | …                 | …                 |
| 2012 | 120                        | 143                       | 7 884 *                  | 28,6                      | …              | …                 | …                 |
| 2013 | 124                        | 176                       | 8 304 *                  | 27,8                      | …              | …                 | …                 |

* — домашние хозяйства в сельской местности
На территории городского акимата в 2012 году был зарегистрирован 32 021 садовый участок в составе коллективных садоводств (общая площадь 2592 га, то есть в среднем 0,08 га на один участок), а также 1 101 огородный участок в составе коллективных огородов (общая площадь 124 га, то есть в среднем 0,11 га на один участок).
Часть так называемых садоводческих участков используется не только для приусадебного садоводства и огородничества, а также временного (сезонного) проживания с целью отдыха, но также используются в качестве индивидуального жилого сектора для постоянного проживания; число жителей, которые используют строения на садовых участках для постоянного проживания, оценивается в 40 тыс. человек. По мнению руководства города, дачи мешают развитию Актобе. Оформление разрешительных документов на строительство дач было приостановлено, а уже существующие садовые участки планируется освободить для постройки многоэтажных домов. В будущем дачные массивы разместятся в 10—20 км от города.

## Торговля и сфера услуг

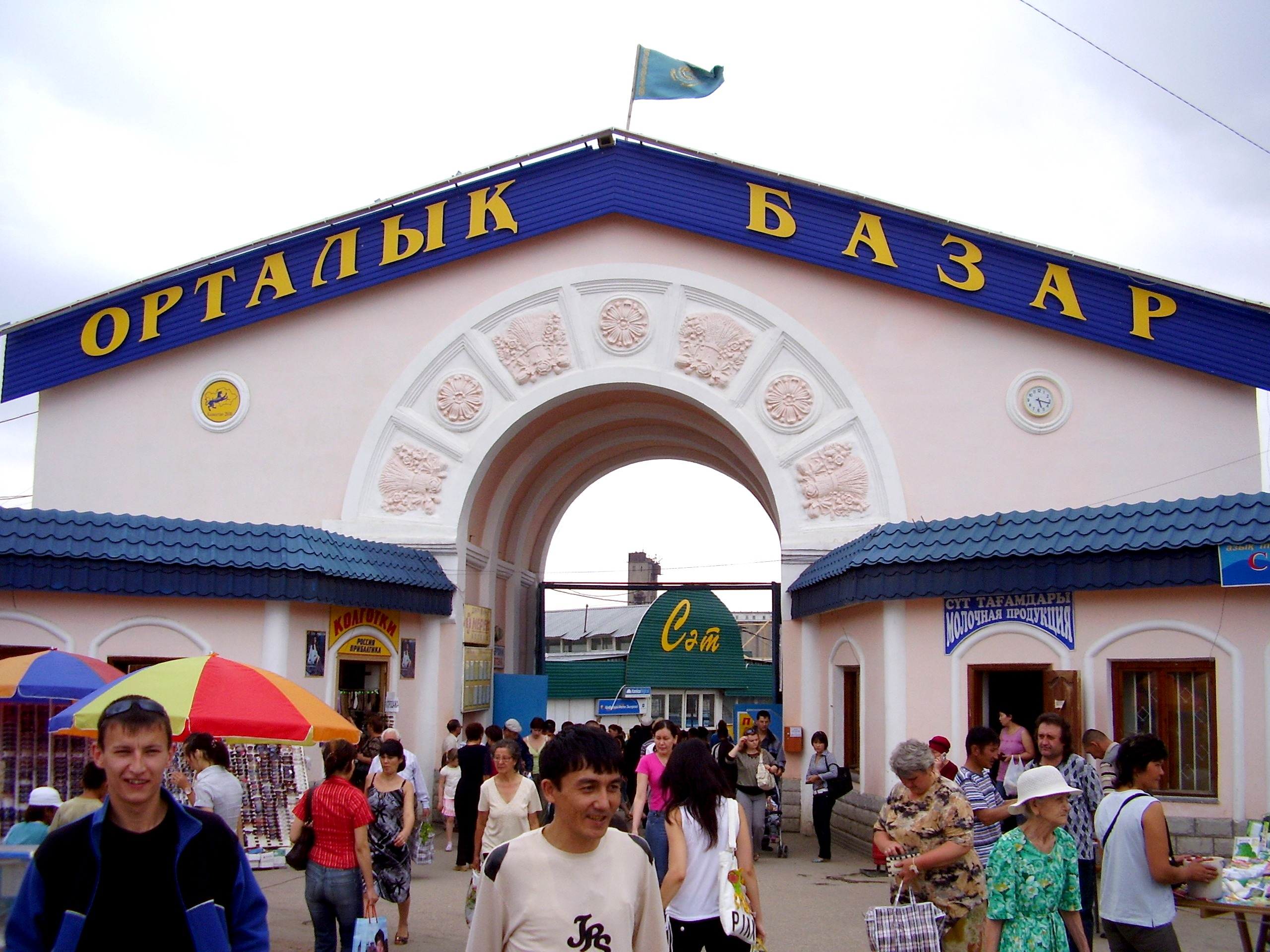
Центральный рынок

Основными площадками для торговли в городе долгое время оставались рынки (базары), число которых в 2014 году достигло 28. Самыми крупными из них являются рынки «Шыгы́с» и Центральный рынок. Администрацией города ведутся работы по открытию коммунальных мини-рынков для продукции местных производителей и садоводов-дачников.
Сохраняется ежегодный рост объёма розничного товарооборота. Если в 2012 и 2013 годах он достиг 309,3 и 317,9 млрд тенге соответственно, то в 2014 году поднялся до 368,7 млрд тенге.
С 2000-х годов наблюдается тенденция переоборудования открытых базаров в крытые павильоны и строительства торгово-развлекательных центров. В 1998 году предприниматели Байжаркиновы построили один из первых крупных торговых центров города — «Нурдауле́т» (1999). В последующие годы возле рынка «Шыгыс» был построен торговый центр «Мега Шыгыс» (2006), на северо-западной окраине города появился торговый комплекс «Алата́у» (2007), в 2009 году состоялось открытие MEGA Aktobe, обеспечившего работой около 1,5 тыс. человек; на месте крытого рынка «Алия́» в 2011 году был построен торговый центр «Алия center».
В городе расположено множество супер- и гипермаркетов сетей «Анва́р», «Ди́на» и «Олжа́», имеются центр оптовой торговли Metro Cash & Carry (с 2012) и супермаркет «Дастарха́н». Также работают сети продуктовых магазинов («Silla», «Рио́л» и др.), магазины бытовой техники и электроники «Alser», «Fora», «Sulpak», «Технодом», «Мечта» и «VOKK».

## Малое предпринимательство
Уровень развития малого и среднего бизнеса в городе оставляет желать лучшего. Сдерживающими факторами являются ограниченный доступ к финансированию, неразвитость индустриальной инфраструктуры и инфраструктуры поддержки предпринимательства. Для помощи начинающим предпринимателям в июле 2013 года был открыт Центр поддержки предпринимателей при фонде «Даму», в котором все желающие могут получить бесплатную помощь по вопросам бухгалтерии, юриспруденции, маркетинга и другие консалтинговые услуги.
В 2014 году количество субъектов малого предпринимательства в Актобе достигло 37,9 тыс. единиц (▲ 2,7 %), из них активных — 23,7 тыс. единиц (62,4 % от общего числа, ▲ 2,2 %). Налоговые поступления от них выросли на 5,6 % и достигли 94,1 млрд тенге. В 2013 году численность занятых в малом предпринимательстве составила 83,8 тыс. человек (▲ 2,8 %; всего в Актюбинской области — 120,2 тыс.). За первое полугодие 2013 года субъектами малого предпринимательства произведено продукции на 139,4 млрд тенге (▲ 2,5 %). Учитывая, что за весь 2013 год объём произведённой продукции в целом по области достиг 431,4 млрд тенге, можно сделать вывод, что значительная доля малого предпринимательства в регионе сосредоточена в областном центре. В 2014 году президент Нурсултан Назарбаев раскритиковал выполнение государственных программ в Актюбинской области и обратил внимание на то, что 80 % субсидируемых проектов малого и среднего бизнеса приходится на Актобе.

## Рынок финансовых услуг
В городе действуют филиалы многих крупнейших казахстанских и зарубежных коммерческих банков: «Альфа-банк», «Банк ЦентрКредит», «Банк ВТБ», «Freedom Finance Bank», «Евразийский банк», «Отбасы банк», «Народный банк Казахстана», «Нурбанк», ДБ АО «Сбербанк», «ForteBank», «Jýsan bank», «Kaspi Bank».